# Dravegny
Dravegny é uma comuna francesa na região administrativa de Altos da França, no departamento de Aisne. Estende-se por uma área de 15,67 km². Em 2010 a comuna tinha 133 habitantes (densidade: 8,5 hab./km²).